# Kiko (músico)
Eurico Pereira da Silva Filho (Rio de Janeiro, 13 de outubro de 1952), ou Kiko, é um guitarrista brasileiro membro do grupo Roupa Nova.
A música entrou na sua vida aos 13 anos. Com uma guitarra emprestada de um amigo, Kiko aprendeu a tocar o instrumento. Aos poucos, se aprofundou tocando em bailes. Fez parte, então, da banda Los Panchos Villa. Depois de um certo tempo, entrou (juntamente com alguns outros integrantes da sua banda) para Os Famks, que, completando a sua formação, se transformaria no Roupa Nova.

## Roupa Nova
Declarando que se sente mais um guitarrista do que um violonista, possui um forte lado rock'n roll e é conhecido pelos seus solos característicos, combinando a rapidez, efeitos e técnicas com uma linda melodia. Além de tocar violão e guitarra, participa dos vocais da banda Roupa Nova, desde a sua formação em 1980.
Além dos discos do Roupa Nova, os arranjos e solos marcantes de Kiko podem ser conferidos em inúmeros discos de artistas consagrados da MPB como Gal Costa, Rita Lee, Ney Matogrosso, Amelinha, Fagner, Fafá de Belém, Roberto Carlos, Erasmo Carlos, José Augusto, Jane Duboc, Zizi Possi, Verônica Sabino, Maria Bethânia, Eduardo Dussek, Edinho Santa Cruz, Byafra, Fátima Guedes, Cláudio Nucci, Simone, Celso Adolfo, Leila Pinheiro, Joanna, Fafá de Belém, Maurício Mattar, Aline Barros, Fernanda Brum, Xuxa Meneghel, César Camargo Mariano e Guilherme Arantes, entre tantos outros, passando também por artistas sertanejos como Chitãozinho e Xororó, Daniel, Gian e Giovani, Marlon e Maicon, Marcos e Belutti, Zezé Di Camargo e Luciano e Leandro e Leonardo.
Em 2015, Kiko gravou a voz principal na canção Tempo de Encarar, que faz parte do álbum duplo comemorativo dos 35 anos de carreira do Roupa Nova, intitulado Todo Amor do Mundo, lançado também em DVD pela gravadora Roupa Nova Music.
Na nova turnê do Roupa Nova, Kiko divide os vocais com Paulinho na canção De Volta Pro Futuro, sucesso do álbum Herança, de 1987.
Kiko já compôs diversas canções de sucesso para o Roupa Nova, com destaque para os hits Felicidade, em parceria com Orlando Morais, tema de abertura da novela Felicidade da Rede Globo; Ibiza Dance, em parceria com Boni, tema de abertura da novela Explode Coração da Rede Globo; A Lenda, em parceira com Nando e Ricardo Feghali, que também foi gravada pela dupla Sandy e Júnior; Linda Demais e De Volta Pro Futuro, parcerias com Tavinho Paes.
O músico assina também composições como Asas do Prazer, Correndo Perigo, Com Você Faz Sentido, Já Nem Sei Mais, A Metade da Maçã, Herança, gravada pelo Roupa Nova em dueto com Fagner, Retratos Rasgados, gravada pelo Roupa Nova e pela dupla Victor e Leo, Romântico Demais, Perdoa e Sexo Frágil, entre tantas outras.
Os parceiros mais frequentes de composições são os colegas de banda Nando e Ricardo Feghali, embora já tenha assinado canções também com Evandro Mesquita, Cleberson Horsth, Paulo Massadas, Paulinho, Serginho Herval e Sérgio Bastos.

## Composições
- A Cor do Dinheiro - Kiko e Nando - (Roupa Nova em Londres - 2009)
- A Lenda - Nando, Kiko e Ricardo Feghali - (RoupaAcústico - 2004)
- Asas do Prazer - Kiko e Ricardo Feghali - (Frente e Versos - 1990)
- Alguém no Teu Lugar - Kiko, Nando e Ricardo Feghali - (Roupa Nova em Londres - 2009)
- Avenida Paulista - Kiko e César Camargo Mariano - (Avenida Paulista) - 1982)
- Caleidoscópio - Kiko e Evandro Mesquita (Roupa Nova (1983) - 1983)
- Com Você Faz Sentido - Kiko e Paulo Massadas (Roupa Nova (1984) - 1984)
- Continente Perdido - Kiko e Nando (Através dos Tempos - 1997)
- Correndo Perigo - Kiko e Sérgio Bastos (Frente e Versos - 1990)
- De Volta Pro Futuro - Kiko e Tavinho Paes (Herança - 1987)
- Do Jeito que Quiser - Cleberson Horsth e Kiko (Luz - 1988)
- Felicidade - Kiko e Orlando Morais (Ao Vivo - 1991)
- Herança - Kiko e Ricardo Feghali (Herança - 1987)
- Ibiza Dance - Kiko e Boni (Novela Hits - 1995)
- Ídolos - Kiko, Ricardo Feghali e Nando - (Luz - 1988)
- Já Nem Sei Mais - Kiko, Ricardo Feghali e Nando - (RoupaAcústico - 2004)
- Latinos - Kiko e Ricardo Feghali - (Herança - 1987)
- Linda Demais - Kiko e Tavinho Paes - (Roupa Nova (1985) - 1985)
- Mary Help - Kiko e Paulinho (Vida Vida - 1994)
- Mensagem de Amor - Kiko e Bruno Caliman - (Novas do Roupa - 2018)[4]
- A Metade da Maçã - Ricardo Feghali, Kiko e Nando - (RoupaAcústico 2 – 2006)
- Only My Heart - Kiko, Felipe Melânio e Vinícius - (Cruzeiro Roupa Nova - 2012)
- Os Embalos de Todo Dia - Kiko e Ricardo Feghali (Vida Vida - 1994)
- Perdi Tanto Tempo - Kiko, Nando e Ricardo Feghali - (Roupa Nova Music - 2013)
- Perdoa - Kiko e Ricardo Feghali - (6/1 - 1996)
- Pode Chamar - Kiko e Nando - (6/1 - 1996)
- Quadro de Amor - Kiko, Ricardo Feghali e Nando - (Angélica - 2001)
- Quero Você - Kiko e Ricardo Feghali - (4U (For You) - 2008)
- Retratos Rasgados - Ricardo Feghali, Kiko, Nando e Serginho Herval - (RoupaAcústico 2 – 2006)
- Romântico Demais - Kiko e Ricardo Feghali- (Luz - 1988)
- Sexo Frágil - Kiko e Ricardo Feghali - (Herança - 1987)
- Sonho Impossível - Kiko e Ricardo Feghali - (Roupa Nova Music) - 2013)
- Tempo de Encarar - Cleberson Horsth, Kiko, Ricardo Feghali, Serginho Herval, Nando e Paulinho - (Todo Amor do Mundo - 2016)
- Tipos Fatais - Kiko e Nando - (Luz - 1988)
- Um Caso Louco - Kiko e Ricardo Feghali - (Roupa Nova (1985) - 1985)
- Você Tem Que Ser Minha - Paulo Sérgio Valle, Kiko e Nando - (Os Famks - 1978)